# Sunday comics

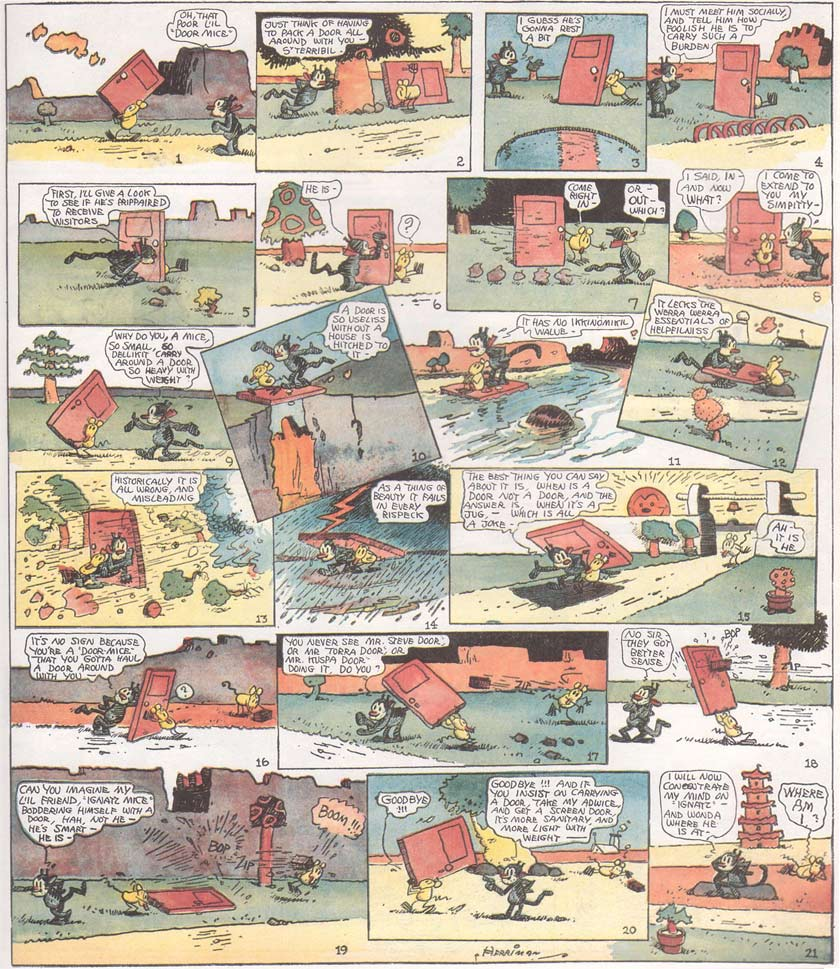
Una pàgina sencera de còmic de dissabte de Krazy Kat, en què Krazy intenta entendre per què Door Mouse (un personatge secundari de les primeres tires) porta una porta. Krazy exposa la porta com un objecte inútil mentre que Door Mouse l'utilitza com un pont, una bassa i una taula, i per protegir-los dels elements. En última instància, s'utilitza per bloquejar un dels maons d'Ignatz que no toqui a Krazy.

Els Sunday comics o Sunday strip és la secció de còmics publicada a la majoria dels diaris occidentals. En comparació amb els còmics dels dies laborables, els còmics dels diumenges solen ser pàgines completes i estan en color. Molts lectors de diaris van anomenar aquesta secció els funnys dominicals, els diaris divertits o simplement els divertits.
Les primeres tires còmiques dels diaris dels Estats Units van aparèixer a finals del segle xix, estretament relacionades amb la invenció de la premsa en color. The Little Bears de Jimmy Swinnerton va introduir art seqüencial i personatges recurrents a San Francisco Examiner de William Randolph Hearst. Als Estats Units, la popularitat de les tires còmiques en color va sorgir de la guerra dels diaris entre Hearst i Joseph Pulitzer. Alguns diaris, com ara Grit, van publicar tires dominicals en blanc i negre, i alguns (sobretot al Canadà) publicaven les seves tires dominicals en dissabte.
La temàtica i els gèneres han anat des de tires d'aventures, detectius i humor fins a tires dramàtiques amb situacions de telenovel·la, com Mary Worth. Una tira de continuïtat que empra una narració d'una història en curs. Altres tires ofereixen un gag complet en un sol episodi, com Little Iodine i Mutt and Jeff. La tira dominical es contrasta amb la tira còmica diària, publicada de dilluns a dissabte, generalment en blanc i negre. Moltes tires còmiques apareixen tan diàriament com en diumenge, en alguns casos, com amb Little Orphan Annie, explicant la mateixa història diàriament i el diumenge, en altres casos, com amb The Phantom, explicant una història diària i una història diferent el diumenge. Algunes tires, com Príncep Valent només apareixen diumenge. Altres, com Rip Kirby, són només diaris i mai han aparegut en diumenge. En alguns casos, com Buz Sawyer, la franja dominical és un spin-off, centrada en personatges diferents del diari.

## Tiras populars
Les famoses tires dominicals de pàgina completa inclouen Alley Oop, Barney Google i Snuffy Smith, Blondie, Bringing Up Father, Buck Rogers, Captain Easy, Flash Gordon i Thimble Theatre. Aquests clàssics han trobat un nou format d'edició a les col·leccions de llibres dels darrers anys. D'altra banda, nombroses tires com Specs de Bob Gustafson i The Captain's Gig de Virgil Partch queden gairebé completament oblidades avui, a part d'una breu mostra al lloc Stripper's Guide de l'historiador de còmics Allan Holtz.
Molts dels principals dibuixants també van dibuixar una tira Topper que l'acompanyava per sobre o per sota de la seva tira principal, una pràctica que va començar a desaparèixer a finals dels anys trenta. Holtz assenyala: “Sentiràs que els historiadors diuen que la tira superior va ser víctima de l'escassetat de paper de la Segona Guerra Mundial. No te'n creguis ni una paraula: són els anuncis que van matar les tires de pàgina sencera i els que el varen matar primer. La Segona Guerra Mundial només va agreujar una situació ja dolenta.”

## Paper de la premsa de color
Després que l'editor del Chicago Inter-Ocean va veure la primera premsa en color a París, a les oficines de Le Petit Journal, va crear la seva pròpia premsa en color a finals de 1892. Al New York Recorder, el gerent George Turner va fer que R. Hoe & Co. dissenyés una premsa en color, i The Recorder va publicar la primera pàgina en color del diari nord-americà el 2 d'abril de 1893. El mes següent, el New York World de Pulitzer va imprimir “The Possibilities of the Broadway Cable Car” del dibuixant Walt McDougall com a pàgina en color el 21 de maig de 1893. El 1894, Pulitzer va introduir el suplement de color del diumenge.
The Yellow Kid se sol acreditar com una de les primeres tires còmiques dels diaris dels Estats Units. Tanmateix, la forma d'art que combina paraules i imatges va evolucionar gradualment, i hi ha molts exemples de tires anteriors als còmics. El 1995, el president de King Features Syndicate, Joseph F. D'Angelo, va escriure:
| «                     | Va ser al New York World de Joseph Pulitzer on el llegendari Yellow Kid del dibuixant Richard Outcault va fer el seu debut al diari l'any 1895, però va ser el New York Journal de Hearst qui va arrabassar el Kid del full del rival i el va desplegar com a arma clau en l'històric diari. Guerres de circulació. The Kid va liderar la càrrega en el pioner suplement de còmics de l'humorista americà de Hearst, amb el seu famós lema: “Vuit pàgines de refulgent policroma iridescent que fa que l'arc de Sant Martí sembli un tub de plom!” Pulitzer va lluitar contractant un altre artista per dibuixar el personatge d'Outcault per al món. La ferotge batalla dels editors per l'eriçó calb de la camisa de dormir groga va fer que els espectadors es referissin al sensacional combat de diaris d'estil de titulars a crits com a “periodisme groc”. La popularitat d'aquesta expressió va contaminar els primers còmics com un entreteniment poc elegant, però també va deixar clar que els funnies s'havien convertit en un negoci seriós, aparentment de la nit al dia. | » |
| — Joseph F. D'Angelo, | |   |

El 1905 va començar Little Nemo a Slumberland de Winsor McCay. Stephen Becker, a Comic Art in America, va assenyalar que Little Nemo in Slumberland va ser "probablement la primera tira que va explotar el color amb finalitats purament estètiques; i va ser la primera en què el diàleg, de vegades polisíl·lab, va coquetejar amb la ironia adulta.
El 1906, el suplement setmanal de còmics dominicals ja era habitual, amb mitja dotzena de sindicats competitius que enviaven tires als diaris de totes les grans ciutats nord-americanes. El 1923, The Commercial Appeal a Memphis, Tennessee, es va convertir en un dels primers del país a adquirir la seva pròpia estació de ràdio, i va ser el primer diari del sud a publicar una secció de còmics dominicals.
Durant la major part del segle xx, els funnys dominicals van ser una tradició familiar, gaudits cada cap de setmana tant per adults com per nens. Van ser llegits per milions i van produir personatges de ficció famosos en tires com Flash Gordon, Little Orphan Annie, Príncep Valent, Dick Tracy i Terry and the Pirates. Al capdavant de les llistes de tires d'humor clàssiques hi ha Bringing Up Father, Gasoline Alley, Li'l Abner, Pogo, Peanuts i Smokey Stover . Alguns diaris van afegir les seves pròpies característiques locals, com ara Our Own Oddities in the St. Louis Post-Dispatch. Hi havia tires educatives, com ara Heroes of American History de King Features. A més de les tires còmiques, les seccions de còmics dels diumenges també portaven anuncis en format còmic, elements d'un sol panell, trencaclosques, ninots de paper i activitats de retallar i enganxar. El Museu Mundial va donar instruccions als lectors per tallar imatges i muntar-les en un diorama, sovint amb un tema de la natura, com ara El Gran Canyó o la caça de búfals. Una pàgina sobre Carros coberts portava el titular: “Els Carros coberts es mostren en un model fàcil de construir: les tisores, la pasta i el paper d'embolicar són tot el que necessiteu per fer aquest conjunt occidental”.
Algunes emissores de ràdio dels Estats Units presentaven programes de diumenge al matí en què un locutor llegia en veu alta la secció de còmics dominicals, permetent als lectors seguir l'acció a les pàgines del diari mentre escoltaven el diàleg. Com anècdota, el 8 de juliol de 1945, durant una vaga de repartidors de diaris de Nova York, l'alcalde de Nova York , Fiorello H. La Guardia, va llegir tires còmiques a la ràdio.

## Distribució de la franja de diumenge
Les tires del primer diumenge omplien una pàgina sencera del diari. Les tires posteriors, com The Phantom i Terry and the Pirates, solien tenir només la meitat d'aquesta mida, amb dues tires per pàgina en diaris a mida completa, com el New Orleans Times Picayune, o amb una tira en una pàgina sensacionalista, com al Chicago Sun-Times. Quan van començar a aparèixer les tires dominicals en més d'un format, es va fer necessari que el dibuixant seguia un disseny de tires estandarditzat, que proporcionés als diaris la més gran flexibilitat a l'hora de determinar com imprimir una tira. Una distinció notable entre els suplements de còmics dominicals va ser el suplement produït en un format semblant a un còmic, amb el personatge The Spirit. Aquests suplements dominicals autònoms de setze pàgines (després vuit pàgines) del personatge de Will Eisner (distribuïts pel Register and Tribune Syndicate) es van incloure en els diaris des de 1940 fins a 1952. Durant la Segona Guerra Mundial, a causa de l'escassetat de paper, la mida de les tires dominicals va començar a reduir-se. Després de la guerra, les tires van continuar fent-se cada cop més petites, per estalviar-se la despesa d'imprimir tantes pàgines en color. L'última tira còmica de pàgina sencera va ser la tira de Prince Valiant de l'11 d'abril de 1971. Les dimensions dels còmics dominicals han continuat disminuint en els darrers anys, així com el nombre de pàgines. Les seccions de còmics dominicals que tenien 10 o 12 pàgines el 1950 van baixar a sis o quatre pàgines el 2005. Un dels últims còmics dominicals de mida gran als Estats Units es troba al Reading Eagle, que té vuit pàgines de mida berlinesa i porta 36 còmics. El seu títol de pancarta és “La secció de còmics més gran del país”. Una altra secció de còmics de mida gran és la de The Washington Post que inclou 41 tires en vuit pàgines de full ample, tot i que també conté un sudoku i un trencaclosques Jumble. Les seccions de còmics dels diaris canadencs són úniques no només perquè s'imprimeixen els dissabtes, sinó que solen formar part de la secció d'entreteniment o estil de vida. Una excepció notable és la de la Winnipeg Free Press, que publica una secció de tabloides només de còmics de vuit pàgines.

### Primeras tires
Les tires del primer diumenge normalment omplien una pàgina sencera del diari, però al llarg de dècades es van reduir de mida, fent-se cada cop més petites. Actualment, no hi ha cap mena de dominical en una pàgina, i alguns diaris amunteguen fins a vuit bandes de diumenge en una sola pàgina. L'última tira dominical de pàgina sencera va ser Príncep Valent, que es va publicar com a pàgina sencera en alguns diaris fins al 1971. Poc després que la pàgina sencera del Príncep Valent fos interrompuda, Hal Foster va deixar de dibuixar la tira, tot i que va continuar escrivint-la durant diversos anys més. Manuscript Press va publicar una còpia de la seva darrera tira de Príncep Valent en format de pàgina sencera; aquesta va ser l'última tira còmica de pàgina sencera, encara que no apareixia en aquest format als diaris.

### Revivals
Durant la dècada de 1950, hi va haver alguns intents de curta durada per reviure la tira dominical de pàgina sencera. Exemples com ara Lance de Warren Tufts i Johnny Reb de Frank Giacoia i Billy Yank van demostrar èxits artístics, encara que no comercials.

### Altres formats
Altres formats per a les tires de diumenge inclouen la mitja pàgina, el tercer de pàgina, el quart de pàgina, la pàgina o pestanya tabloide i la mitja pestanya, abreviatura de la meitat de la pàgina tabloide. Avui, amb la mida cada cop més reduïda de les tires dominicals, abunden molts altres formats més petits.
Normalment, només es completa el format més gran, amb els altres formats deixant anar o retallar un o més panells. Aquests panells “usables” sovint contenen material que no és vital per a la part principal de la cinta. La majoria dels dibuixants omplen els dos primers panells de les seves tires amb un “mordall d'usar”, sabent que el públic potser no els veurà, i fer-los integrants de la trama probablement seria un malbaratament. Les excepcions a aquesta regla inclouen Steve Canyon i, fins als darrers anys, On Stage, que només es completen en el tercer format. Una alternativa és tenir una tira separada, un “topper” (encara que pot aparèixer a la part inferior), de manera que amb el topper consta d'una mitja pàgina de tres nivells, i sense una tercera pàgina de dos nivells.
Les tires de diumenge de mitja pàgina tenen almenys dos estils diferents. Els sindicats King Features, Creators i Chicago Tribune utilitzen nou panells (amb només un s'utilitza per al títol), mentre que United Features i Universal Press utilitzen tires dominicals de mitja pàgina (la majoria d'ells utilitzen un format de tercera pàgina) dos panells per al títol (excepte per a Jim Davis ' US Acres (que utilitzava el format de nou panells) durant la dècada de 1980, quan la majoria de les tires d'UFS -especialment Garfield més reeixit de Davis- tindrien un gag d'una sola tira).
Actualment, el format més gran i complet per a la majoria de les tires dominicals, com ara Peanuts, és la mitja pàgina. Algunes tires han estat prou populars perquè l'artista insisteixi que la tira del diumenge s'executi en un format de mitja pàgina, encara que no necessàriament en una mida de mitja pàgina. Calvin and Hobbes va ser la primera tira a fer-ho, seguida d'Outland i més tard d'Opus. El ⁣Reading Eagle és un dels pocs diaris que encara publiquen tires dominicals de mitja pàgina. Avui, Slylock Fox & Comics for Kids és un exemple popular d'una tira dominical estàndard de mitja pàgina de tres nivells.
En alguns casos avui en dia, les dimensions de la franja diària i de la franja dominical són gairebé les mateixes. Per exemple, una franja diària a The Arizona Republic mesura 43⁄4 "d'amplada per 11⁄2 "de profunditat, mentre que la tira de tres nivells de Hägar the Horrible Sunday del mateix paper té 5" d'ample per 33⁄8 "de profunditat.